# Mala Powers
Mary Ellen "Mala" Powers (São Francisco, Califórnia, 20 de dezembro de 1931 – Burbank, Califórnia, 11 de junho de 2007) foi uma atriz de cinema estadunidense.

## Biografia
Em 1940, a família de Powers começou a residir em Los Angeles, onde seu pai era um executivo da United Press. Nessa ocasião, ela entrou para o Max Reinhardt Junior Workshop, conseguindo seu primeiro papel em uma peça. Um ano depois, trabalhou no filme Tough as They Come, de 1942, com o grupo Dead End Kids.
Aos 16 anos, Powers trabalhou num drama do rádio, iniciando realmente sua carreira cinematográfica em 1950. Seus primeiros papéis foram em Outrage e Edge of Doom, em 1950. Naquele mesmo ano, Stanley Kramer a escolheu para contracenar com Jose Ferrer em seu papel mais memorável, a Roxane de Cyrano de Bergerac. Foi indicada, inclusive, para o Globo de Ouro pelo seu papel nesse filme.
Quando participava de uma programação da USO na Coreia, em 1951, adquiriu uma doença sanguínea e quase morreu. Foi tratada com cloranfenicol, mas teve uma severa reação alérgica que resultou em alterações na medula óssea. Powers se recuperou com dificuldades, mas sua recuperação levou aproximadamente nove meses.
Powers voltou a trabalhar em 1952 e 1953, participando de City Beneath the Sea e City That Never Sleeps, mas sempre sob tratamento medicamentoso. Após a recuperação, apareceu em filmes B de western, tais como Rage at Dawn (1955), e de ficção científica, como The Colossus of New York (1958), Flight of the Lost Balloon (1961), e Doomsday Machine (1972). Fez também um papel em Tammy and the Bachelor (1957)
Powers apareceu em 100 shows de TV, incluindo episódios de Maverick (série), Bonanza, Wild Wild West e Perry Mason (série), e estrelou ao lado de Anthony Quinn no filme para a TV The Man and the City.
Powers casou com Monte Vanton em 1954, e tiveram um filho, Toren Vanton; posteriormente divorciou-se e, em 1970, casou com M. Hughes Miller, um editor de livros. Powers também escreveu alguns livros infantis, entre eles "Follow the Star" em 1980, e "Follow the Year", em 1985.
Sua morte foi decorrente de complicações da leucemia, aos 75 anos. Ela foi mestre, por 14 anos, na University of Southern Maine, pelo Michael Chekhov Theatre Institute, treinando atores e ensinando representação dramática. Mala Powers foi co-fundadora do National Michael Chekhov Association, com os colegas professors Wil Kilroy e Lisa Dalton. Ela foi co-narradora, com Gregory Peck, de um documentário do Chekhov intitulado "From Russia To Hollywood".

## Filmografia
- The Connextion (2005)
- Hitters (2002)
- Murder, She Wrote (1 episódio TV, Hannigan's Wake, 1990)
- Seis pasajes al infierno (1981)
- Charlie's Angels ("As Panteras") (1 episódio TV, Antique Angels, 1978)
- Switch (1 episódio TV, Camera Angles, 1977)
- Allá donde muere el viento (1976)
- This Is the Life (1 episódio TV, Single Women's Problems, 1972)
- Doomsday Machine (1972)
- The Man and the City (1 episódio TV, Hands of Love, 1971)
- The Silent Force (1 episódio TV, Horse in a White Collar, 1970)
- Ironside (1 episódio TV, The People Against Judge McIntyre, 1970)
- Here Come the Brides (1 episódio TV, The Fetching of Jenny, 1969)
- Daddy's Gone A-Hunting (1969)
- Bewitched ("A Feiticeira") (2 episódios TV)(No Zip in My Zap (1967) e Instant Courtesy (1968))
- Rogues' Gallery (1968)
- Gentle Ben (1 episódio TV, Hurricane Coming, 1967)
- Daniel Boone (1 episódio TV, When I Became a Man, I Put Away Childish Things, 1967)
- Mission: Impossible ("Missão Impossível") (1 episódio TV, The Reluctant Dragon, 1967)
- Jericho (1 episódio TV, Long Journey Across a Short Street, 1966)
- The Wild Wild West ("James West") (1 episódio TV, The Night of the Big Blast, 1966)
- Perry Mason (5 episódios TV) (The Case of the Scarlet Scandal (1966), The Case of the Frightened Fisherman (1964), The Case of the Weary Watchdog (1962), The Case of the Crying Cherub (1960) e The Case of the Deadly Toy (1959))
- The Man from U.N.C.L.E. ("O Agente da UNCLE) (1 episódio TV: The Virtue Affair, 1965)
- Hazel (1 episódio TV, Hazel's Second Week, 1965-1966)
- Girl Talk (interpretou a si mesma) (1 episódio TV, de 20 de novembro de 1964)
- You Don't Say (interpretou a si mesma) (1 episódio TV, de 20 de abril de 1964)
- Kraft Suspense Theatre (1 episódio TV, Portrait of an Unknown Man, 1964)
- Arrest and Trial (1 episódio TV, Those Which Love Has Made, 1964)
- Dr. Kildare (1 episódio TV, A Willing Suspension of Disbelief, 1964)
- The Wide Country (1 episódio TV, The Man Who Ran Away, 1963)
- Hawaiian Eye (3 episódios TV) (Kim Quixote (1960), Meeting on Molokai (1962) e Maybe Menehunes (1963))
- The Gallant Men (1 episódio TV, Signals for an End Run, 1962)
- Rawhide (1 episódio TV, A Woman's Place, 1962)
- 77 Sunset Strip (1 episódio TV, Violence for Your Furs, 1962)
- Everglades (2 episódios TV) (Black Honeymoon (1962) e Rowboat Teacher (1962))
- Thriller (1 episódio TV, The Bride Who Died Twice, 1962)
- Flight of the Lost Balloon (1961)
- Fear No More (1961)
- The Bob Cummings Show (1 episódio TV, Very Warm for Mayan, 1961)
- Cheyenne (2 episódios TV) (Trouble Street (1961) e Alibi for a Scalped Man (1960))
- Lawman (1 episódio TV, Blind Hate, 1961)
- General Electric Theater (1 episódio TV, The Joke's on Me, 1961)
- Disneyland ("Disneylândia") (4 episódios TV) (Daniel Boone: The Promised Land (1961), Daniel Boone: The Wilderness Road (1961), Daniel Boone: And Chase the Buffalo (1960) e Daniel Boone: The Warrior's Path (1960))
- Surfside 6 (1 episódio TV, The Impractical Joker, 1961)
- Maverick (1 episódio TV, Dutchman's Gold, 1961)
- Lock Up (1 episódio TV, The Sisters, 1960)
- The Man and the Challenge (1 episódio TV, Shooter McLaine, 1960)
- Sugarfoot (1 episódio TV, The Corsican, 1960)
- Bronco (1 episódio TV, Montana Passage, 1960)
- The Rebel ("O Rebelde") (1 episódio TV, Take Dead Aim, 1960)
- Tombstone Territory (1 episódio TV, Female Killer, 1960)
- Bourbon Street Beat (1 episódio TV, The Golden Beetle, 1959)
- Bonanza (1 episódio TV, The Phillip Diedesheimer Story, 1959)
- The Restless Gun (2 episódios TV) (The Lady and the Gun (1959) e Take Me Home (1958))
- Wanted: Dead or Alive (1 episódio TV, Til Death Do Us Part, 1958)
- Sierra Baron (1958)
- The Colossus of New York (1958)
- Wagon Train (1 episódio TV, The Ruttledge Munroe Story, 1958)
- Mr. Adams and Eve (interpretou a si mesma) (1 episódio TV, This Is Your Life, 1957)
- Man on the Prowl (1957)
- Matinee Theatre (1 episódio TV, Elementals, 1957)
- Death in Small Doses (1957)
- Undercurrent (1 episódio TV, The Face, 1957)
- The Unknown Terror (1957)
- Tammy and the Bachelor (1957)
- Zane Grey Theater (1 episódio TV, Black Is for Grief, 1957)
- The Storm Rider (1957)
- On Trial (The Joseph Cotten Show) (1 episódio TV, The Fourth Witness, 1956)
- The Ford Television Theatre (2 episódios TV) (The Face (1956) e Husband (1955))
- Celebrity Playhouse (1 episódio TV, Red Horse Hamber, 1955)
- Bengazi (1955)
- Appointment with Adventure (1 episódio TV, Minus Three Thousand, 1955)
- Rage at Dawn (1955) (Seven Bad Men)
- Studio 57 (1 episódio TV, The Bewildered Bride, 1955)
- The Yellow Mountain (1954)
- Pantomime Quiz (interpretou a si mesma) (1 episódio TV, de 24 de julho de 1953)
- Geraldine (1953)
- City That Never Sleeps (1953)
- City Beneath the Sea (1953)
- Rose of Cimarron (1952)
- Cyrano de Bergerac (1950)
- Outrage (1950)
- Edge of Doom (1950)
- Tough As They Come (1942) (não-creditada)
- From Russia to Hollywood: The 100-Year Odyssey of Chekhov and Shdanoff (2002) (voz) – narradora.